# Parroquia Alta Guajira
La Parroquia Alta Guajira o simplemente Alta Guajira  es el nombre que recibe una de las 4 parroquias en las que se divide administrativamente el municipio Guajira en el estado Zulia, al noroeste de Venezuela.

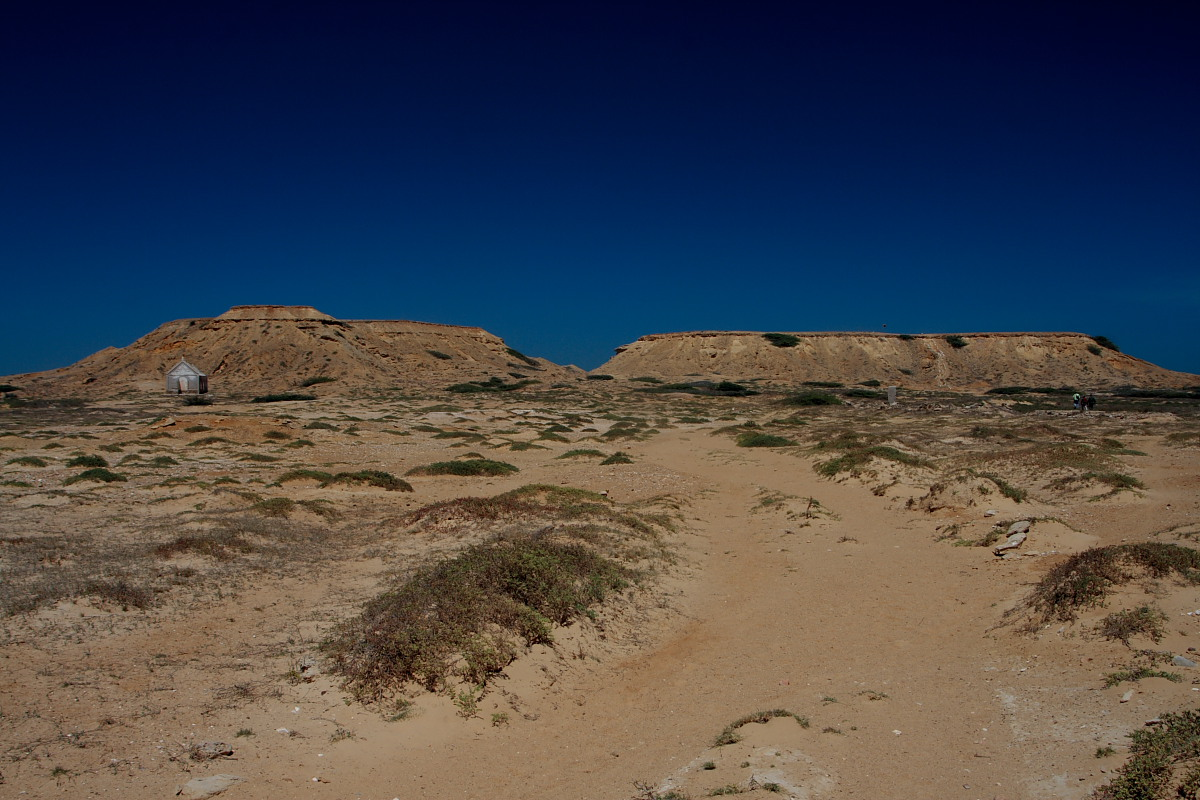
Imagen de Castilletes en la Parroquia Alta Guajira precisamente en la frontera con Colombia.

## Historia
Formó parte de la Gobernación española de Coquibacoa desde 1501, y ya con una Venezuela independiente del Territorio Federal Guajira entre 1864 y 1893 y parte del llamado Distrito Páez entre 1880 y 1989, en 2010 por referéndum el municipio recuperó el nombre de Guajira, manteniendo la parroquia su mismo territorio y denominación.

## Geografía
Se trata de la segunda parroquia más extensa del municipio con 519 kilómetros cuadrados (la más grande es la parroquia Guajira con 1040 kilómetros cuadrados). La capital parroquial es la localidad de Cojoro. Es la parroquia más septentrional del territorio del Municipio Guajira limita por el norte y el oeste con el Departamento de La Guajira en Colombia, por el sur con la Parroquia La Guajira y el Golfo de Venezuela y por este nuevamente con las aguas de este cuerpo de agua. Su territorio ocupa la parte más delgada y al norte de la península de la Guajira en la parte que corresponde a territorio venezolano. Siendo Castilletes su localidad más destacada. Según el censo de 2011 tenía una población de 4050 habitantes aproximadamente

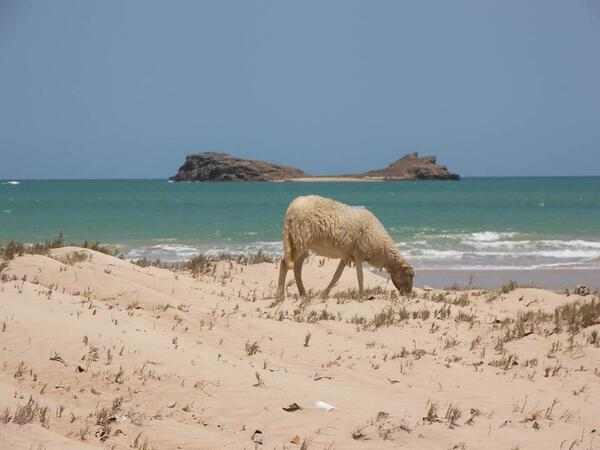
Playas de la Parroquia Alta Guajira.

### Lugares de interés
- Cerro Guososopo
- Cerro La Teta
- Cojoro
- Playa Castillete
- Isla Fuerte (Venezuela)
- Laguna y Bahía de Cocinetas
- Médanos de Tapuri
- Ciénaga de Tapuri
- Ecoparque "Pararú"

### Localidades

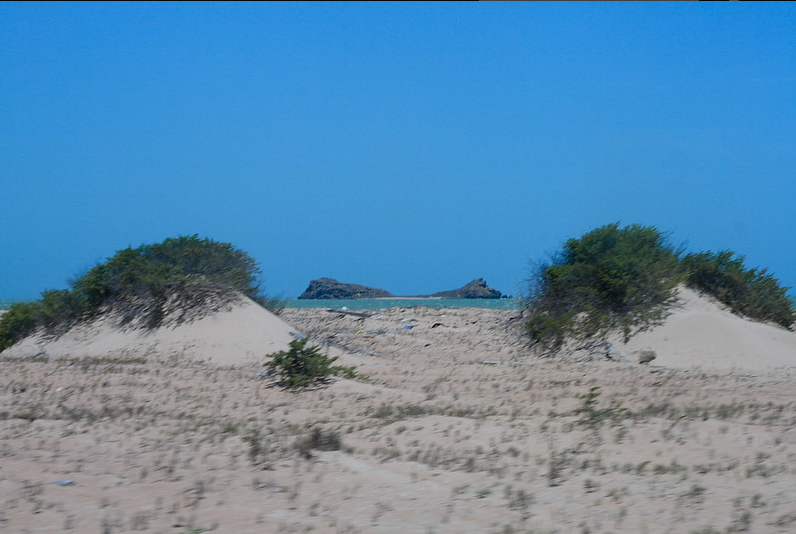
Dunas de Tapuri al norte de la Parroquia.

- Cojoro
- Tapuri
- Aipiapaa
- Morchipa
- Cusia
- Malamana
- Kasusain
- Guayamulisira
- Sichipe
- Guichepe